# فاصله بحرانی (جانوران)
فاصله بحرانی (به انگلیسی: Critical distance) برای یک جانور فاصله‌ای است که انسان یا جانور متجاوز باید به آن نزدیک شود تا حمله دفاعی جانور اول آغاز شود.
این مفهوم توسط هاینی هدیگر جانورشناس سوئیسی در سال ۱۹۵۴ همراه با دیگر مرزهای فضایی برای یک جانور، مانند فاصله پرواز (مرز دویدن)، فاصله بحرانی (مرز حمله)، فضای شخصی (فاصله جداکننده اعضای گونه‌های غیرتماسی، به عنوان مثال یک جفت قو)، و فاصله اجتماعی (فاصله ارتباط درون‌گونه‌ای) معرفی شد.
هدیگر این مفاهیم فاصله را در زمینه طراحی باغ وحش گسترش داد و به کار برد.
از آنجایی که فاصله بحرانی کمتر از فاصله پرواز است، تنها چند سناریو در طبیعت وجود دارد که ممکن است فاصله بحرانی تجاوز شود. به عنوان مثال، اگر جانوری خیلی دیر متوجه یک مزاحم شود یا جانور به جایی که امکان فرار وجود ندارد، در «گوشه» گیر کرده باشد، ممکن است به فاصله بحرانی برسد.
ادوارد تی هال، یک انسان‌شناس فرهنگی، استدلال کرد که در انسان فاصله پرواز و فاصله بحرانی در واکنش‌های انسانی حذف شده‌است و بنابراین اقدام به تعیین معیارهای اصلاح شده برای مرزهای فضا در تعاملات انسانی کرد.